# Алжирське космічне агентство
Алжирське космічне агентство (ASAL) засновано 16 січня 2002 року. Штаб-квартира розташована в столиці Алжиру. Агентство відповідає за алжирську космічну програму.

## Національний космічний центр
Однієї з цілей ASAL є отримання незалежності в області розробки супутників. У цих цілях, після розробки англійцями першого алжирського мікросупутника Alsat 1, виведеного на орбіту в 2002 році, ASAL відкрив науково-виробничий центр CNTS у місті Бір-ель-Джір.